# Kaosfestivalen i Mellerud
Kaosfestivalen i Mellerud, alternativt KAOS-festivalen, var en musikfestival som arrangerades ideellt av föreningen Kulturkaos i orten Mellerud, Dalsland. Festivalen anordnades fyra gånger mellan åren 2010 och 2014.

## Historia

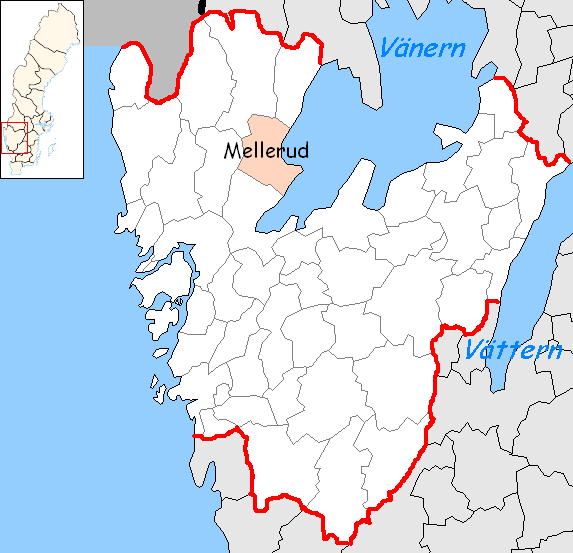
Kaosfestivalen ägde rum i Mellerud

### 2010
Den första festivalen som anordnades 30-31 juli 2010 på Rådavallen blev en tvådagarsfestival, där större akter som The Ark, Mustasch, The Sounds och Petter spelade. Det blev dock en rejäl otur med vädret, då det regnade under större delen av arrangemanget.

### 2011
Den andra gången som festivalen skulle arrangeras valde man att ha den inomhus i Kulturbruket på Dal, med tanke på vädret som förstörde en del året innan. Artisterna bestod av huvudakten Carolina Wallin Pérez, (som kommer från Mellerud), och nio andra lokala artister.

### 2012
Den tredje festivalen arrangerades 4 augusti 2012 och då vågade man sig på att anordna den utomhus igen, men det blev bara en endagsfestival i PD Lundgrens park i centrala Mellerud den här gången. Akter som spelade var bland andra Den svenska björnstammen, Eldkvarn, Linnea Henriksson och åter igen Carolina Wallin Pérez.

### 2014
Den fjärde och sista festivalen ägde rum 16 augusti 2014 och hade samma koncept som 2012; endagsfestival i PD Lundgrens park. Större akter det här året var Daniel Adams-Ray, Agnes Carlsson och Medina.

### Nedläggning
Den 9 mars 2016 meddelade Kulturkaos på sin hemsida att arbetet som ligger bakom festivalerna inte räcker till för att anordna den någon mer gång, och att festivalen 2014 därmed blev den sista. Delar ur var dock delaktiga sommaren 2016 att arrangera Mellerudskalaset, som är ett nytt event i orten och en del av det årliga eventet Kanalyran, med mer fokus på mat och dryck. 

## Artister och band
| 2010: - The Ark - Mustasch - The Sounds - Petter - Salem Al Fakir - Looptroop Rockers - Markus Krunegård - Sator - Andreas Grega - Adept - Chords - Carolina Wallin Pérez - The Berndt - New Moscow - The Fast Forwards - Concept Store - Nejra | 2011: - Carolina Wallin Pérez - Nio andra lokala artister | 2012: - Den svenska björnstammen - Eldkvarn - Linnea Henriksson - Carolina Wallin Pérez - The Stomping Academy - Rebel Road - Göran Blues Band - Ire-ish Trio - Therese Törnros - Elin Bergsman - Felicia Philström | 2014: - Agnes Carlsson - Daniel Adams-Ray - Medina - Holmes - Intelligent Animal Minds - Johan Lööw & Impulserna - Rhino - Huset - I Grow Paper Wings - X-Project |